# Căminar
Căminar era denumirea purtată de un dregător care se ocupa de strângerea dărilor asupra cârciumilor. În secolul al XVII-lea s-a creat dregătoria de mare căminar. O mare parte din acest venit al domniei se dădea căminarului, apărut în condica domnească sub numele de căminărit.  Darea numită căminărit în Muntenia purta denumirea de camănă în Moldova.
Inițial, în Evul Mediu, căminarul era un slujitor însărcinat cu perceperea unor dări, la început numai pe vânzarea cerii în Moldova, apoi în Țara Românească.

În timpul lui Dimitrie Cantemir, marele căminar era socotit în rândul marilor boieri, iar în 1763, marele căminar era parte componentă din Divan (de la logofăt până la marele căminar), era al XII-lea boier din Divan ca funcție. 
Gheorghe Eminovici, tatăl lui Mihai Eminescu, a fost căminar.